# Am I Not Your Girl?
Am I Not Your Girl? é o terceiro álbum de estúdio da cantora Sinéad O'Connor, lançado a 22 de Setembro de 1992.
O disco é dedicado às pessoas da cidade de Nova Iorque, especialmente aos sem-abrigo, onde a cantora conheceu em St. Mark's Place.
| Críticas profissionais                                                      | Críticas profissionais |
| Avaliações da crítica                                                       | Avaliações da crítica  |
| Fonte                                                                       | Avaliação              |
| --------------------------------------------------------------------------- | ---------------------- |
| allmusic                                                                    | [ 2 ]                  |
| Rolling Stone                                                               | [ 3 ]                  |
| Robert Christgau                                                            | (B)                    |
| Esta tabela precisa de ser acompanhada por texto em prosa. Consulte o guia. |                        |

## Faixas
1. "Why Don't You Do Right?" (Joe McCoy) - 2:30
2. "Bewitched, Bothered and Bewildered" (Lorenz Hart, Richard Rodgers) - 6:15
3. "Secret Love" (Sammy Fain, Paul Francis Webster) - 2:56
4. "Black Coffee" (Sonny Burke, Paul Francis Webster) - 3:21
5. "Success Has Made a Failure of Our Home" (Mullins) - 4:29
6. "Don't Cry for Me Argentina" (Andrew Lloyd Webber, Tim Rice) - 5:39
7. "I Want to Be Loved by You" (Bert Kalmar, Ruby, Herbert Stothart) - 2:45
8. "Gloomy Sunday" (Laszio Javor, Sam L. Lewis, Rezső Seress) - 3:56
9. "Love Letters" (Edward Heyman, Victor Young) - 3:07
10. "How Insensitive" (Vinicius de Moraes, Norman Gimbel, Antonio Carlos Jobim) - 3:28
11. "Scarlet Ribbons" (Evelyn Danzig, Jack Segal) - 4:14
12. "Don't Cry for Me Argentina" (instrumental) (Andrew Lloyd Webber, Tim Rice) - 5:10
13. "Jesus and the Money Changers" (Faixa escondida) (O'Connor) - 2:00